# Hussein Mazzek
Hussein Yousef Maziq (Tacnis, 26 giugno 1918 – Bengasi, 12 maggio 2006) è stato un politico libico.
Fu Governatore della Cirenaica dal maggio 1952 all'ottobre 1961 e Ministro degli Affari Esteri della Libia dal gennaio 1964 al marzo 1965, mese in cui divenne Primo ministro, carica che mantenne fino al giugno 1967.